# BMW M12/13
Il BMW M12/13, successivamente ridenominato Megatron M12/13, è stato il motore di Formula 1 che la BMW realizzò per correre nella massima serie, durante il periodo in cui erano ammessi i propulsori turbo.
Tra le sue caratteristiche principali spiccano l'architettura e la potenza erogata.
Da molti è ritenuto il più potente motore in condizioni di qualifica mai usato in Formula 1.
È noto infatti che nelle versioni usate durante le prove di qualificazione fosse in grado di erogare 1.300 CV.
Tuttavia questi dati non sono mai stati resi noti dalla casa costruttrice, anche se Paul Rosche, l'ingegnere che lo progettò, intervistato confermò questi valori; anche altri motori contemporanei sono stati accreditati di potenze simili.
Rimane comunque, anche a detta dei piloti che hanno avuto modo di provarlo, uno dei migliori propulsori sovralimentati della Formula 1 degli anni ottanta per quanto riguarda le prestazioni; tuttavia, di tanto in tanto, ha sofferto di problemi di affidabilità.

## Storia
Questo motore venne progettato dall'ingegnere tedesco Paul Rosche, per conto della Brabham Organization, scuderia inglese di proprietà di Bernie Ecclestone, che decise di adottare motori turbo al posto dei vecchi Ford Cosworth DFV ad aspirazione naturale.
Venne introdotto nella stagione 1982, e dopo sole ventisette gare si aggiudicò il campionato piloti del 1983, con il brasiliano Nelson Piquet, mentre il campionato costruttori andò alla Ferrari.
Ciò dipese anche da un progetto molto ben riuscito, ossia la vettura Brabham BT52 che lo montava, a cura del sudafricano Gordon Murray.
Ma negli anni successivi, la Brabham subì un progressivo calo di prestazioni che non le permisero più di competere ai livelli del 1983.
Allo stesso modo ne risentì il motore che, montato su vetture poco competitive, non veniva sfruttato al meglio delle sue capacità.
Oltre alla Brabham è utilizzato da altre scuderie, quali la ATS, la Arrows, la Benetton, e la Ligier.
Tra l'altro con queste squadre non ha mai brillato, eccezion fatta per la Benetton, la quale con questo motore ha ottenuto la sua prima pole position e la sua prima vittoria in Formula 1 nei gran premi di Austria e Messico, con Teo Fabi e Gerhard Berger entrambi su Benetton.
Nel 1987 e nel 1988 la Arrows utilizzò questo motore, non col marchio BMW, ma col marchio Megatron, la quale era una compagnia di assicurazioni statunitense, nonché uno dei principali sponsor del team, che grazie ai suoi fondi garantì un motore competitivo anche se non ufficiale, poiché non beneficiava dell'assistenza diretta della casa, ma era preparato come negli anni precedenti dallo specialista svizzero Heini Mader.
Lo stesso accadde per la Ligier nel 1987, che, in extremis, decise di equipaggiare le sue auto col BMW a marchio Megatron in luogo del nuovo motore Alfa Romeo 415/85T, che presentava caratteristiche similari.

## Caratteristiche
L'elemento che più stupisce di questo motore è che quando esordì nel 1982 pochi avrebbero scommesso sulla sua buona riuscita, poiché derivava dal monoblocco del BMW M10, motore che fece la sua prima apparizione nel 1961.
Inoltre, lo stesso monoblocco veniva utilizzato per la vettura di serie BMW 318 E21.
Il materiale usato per il monoblocco era una lega ferro carbonio, d'acciaio altoresistenziale.
In sostanza era un progetto datato, nonché per certi aspetti il tuning estremo di un motore concepito per le strade di tutti i giorni.
Un altro fattore che destò scetticismo fu la sua architettura. Era infatti un semplice quattro cilindri in linea. Sulla carta questa impostazione avrebbe minato seriamente la sua affidabilità, poiché rispetto agli altri propulsori aveva dai due agli otto cilindri in meno, e dunque gli sforzi si sarebbero concentrati su meno superfici, sottoponendole a stress maggiori.
Ma dalla sua parte aveva la semplicità costruttiva e una lunghezza minore. Quest'ultima avrebbe reso molto agili le vetture che l'avrebbero utilizzato. Questo propulsore era montato in posizione posteriore longitudinale perfettamente verticale, alle spalle del pilota, tuttavia sulla Brabham BT55 progettata da Gordon Murray venne invece montato inclinato verso sinistra di 72°, questo per cercare di risolvere il problema congenito del 4 cilindri in linea e cioè il baricentro alto rispetto ai motori con frazionamento a V.

Con questo accorgimento si poteva abbassare notevolmente il baricentro della macchina, conferendole un miglior comportamento dinamico, anche se a livello di smaltimento termico non vi erano grossi benefici. La Brabham BT55 per questa sua peculiarità venne soprannominata Sogliola, tanto che era possibile scorgere la testata (d'alluminio) che fuoriusciva dal cofano motore.
Infatti essendo un motore turbo i più grossi problemi di surriscaldamento venivano dal turbocompressore, il quale era alloggiato all'interno della carrozzeria, anche se il cofano era abbastanza ampio, poiché l'ingombro trasversale era molto ridotto.

## Specifiche e prestazioni
- Monoblocco d'acciaio, testata in lega leggera
- Cilindrata 1.499 cm³
- 4 cilindri in linea
- alesaggio e corsa 89,2 mm X 60 mm
- Rapporto di compressione 7,5:1
- Inclinazione valvole 40°
- Diametro valvole di aspirazione 35,8 mm
- Diametro valvole di scarico 30,2 mm
- Massa dei pistoni 365 g
- Sovralimentazione con turbocompressore KKK o Garrett
- Massimo regime di rotazione 11.500 giri/min
- Massa complessiva 170 kg con turbocompressore ed Intercooler
- Gestione elettronica Bosch
- Intercooler Behr
- Coppia motrice circa 520 Nm a 8.500 giri/min con pressione di sovralimentazione a 3,1 bar
- Potenza:
  - (campionato 1983) in gara 740 CV con sovrapressione di 3 bar, in qualifica 800 CV con sovrapressione di 3,4 bar.
  - (campionato 1984) in gara 880 CV con sovrapressione di 3,8 bar, in qualifica (solo per la Brabham) 1.050 CV con sovrapressione di 4,5 bar.
  - (campionato 1985) in gara (Brabham e Arrows) 850 CV con sovrapressione di 3,6 bar, in qualifica (solo per la Brabham) 1.200 CV con sovrapressione di 5,4 bar.
  - (campionato 1986) in gara (Benetton e Arrows) 850 CV con sovrapressione di 3,6 bar, in qualifica (solo per la Benetton) 1.300 CV con sovrapressione di 5,5 bar, 4,9 bar per la versione della Brabham BT55.
  - (campionato 1987) in gara 900 CV con sovrapressione di 3,8 bar, in qualifica al massimo 4 bar (limitazione dovuta alle nuove norme tecniche).